# مقطع‌نگاری همدوسی اپتیکی
مقطع‌نگاری همدوسی اپتیکی (به انگلیسی: Optical coherence tomography) یا OCT، نوعی روش مقطع‌نگاری در پزشکی است.
از قرن هجدهم میلادی به بعد، میکروسکوپ تا دستگاه‌های تصویربرداری مانند: x-ray و MRI، ابزارهای ضروری در بخش پزشکی و زیست‌شناسی بوده‌اند. اما دستگاه‌های مقطع نگاری مشکلاتی از قبیل قیمت بالا، تهاجمی بودن و رزولوشن پایین را دارا می‌باشند؛ بنابراین به منظور از بین بردن این مشکلات، بسیاری از محققین دستگاه OCT (از پیشرفت‌های اخیر در زمینه تصویربرداری پزشکی) را معرفی کردند. تکنیک تصویربرداری OCT برای نخستین بار توسط Huang و همکارانش در سال ۱۹۹۱ معرفی شد.
این تکنولوژی می‌تواند تصویربرداری‌های مقطعی از ساختمان میکروسکوپی بافت‌های زیستی انجام دهد. همچنین دارای رزولوشنی در مقیاس میکرومتر است. در این روش، مشابه تصویربرداری اولتراسوند، شماری از A-Scanهای مقطعی یا اسکن‌های خطی با هم، B-Scan یا تصاویر مقطعی را به وجود می‌آورند. انرژی نور برای تصویربرداری با دستگاه OCT به جای سیگنال صوتی مورد استفاده قرر گرفته‌است و تشکیل تصویر، بستگی به ویژگی‌های نوری ساختار بافت‌ها دارد. به علت سرعت بالای نور، اندازه‌گیری مستقیم از تأخیر سیگنال اکو ممکن نمی‌باشد. به همین علت، سیستم‌های OCT بر اساس تداخل سنجی همدوسی ضعیف (Low-coherence interferometry) کار می‌کنند، که این امر یا توسط دیودهای فوق درخششی (Superluminescent diode)، یا با لیزرهای فمتو-ثانیه‌ای (که پالس‌هایی بسیار کوتاه دارند) انجام پذیر است.
سیستم‌های OCT از جمله در چشم پزشکی (به‌صورت غیرتهاجمی) و تشخیص بیماری‌های قلبی (به‌صورت تهاجمی) کاربرد دارند.

## مقایسهٔ OCT با دیگر روش‌های تصویربرداری
در بین سیستم‌های تصویربرداری، دستگاه‌های سونوگرافی و MRI از بالاترین عمق نفوذ به بافت برخوردارند ولی این دستگاه‌ها در مقایسه با دستگاه‌های OCT رزولوشن پایین‌تری دارند. از طرفی میکروسکوپ‌های نوری دارای رزولوشن بالاتری نسبت به OCTهای موجود هستند ولی نفوذ آن‌ها در بافت بسیار کمتر است. پس در حالت کلی با توجه به محدودیت OCT در نفوذ به بافت می‌توان به صورت کیفی نتیجه گرفت که در تصویربرداری‌های با عمق کم، OCT می‌تواند ما را به رزولوشن بهینه برساند.
شکل روبرو جایگاه دستگاه OCT و سایر سیستم‌های تصویربرداری را در نمودار «رزولوشن-عمق نفوذ» نشان می‌دهد.

## اصول

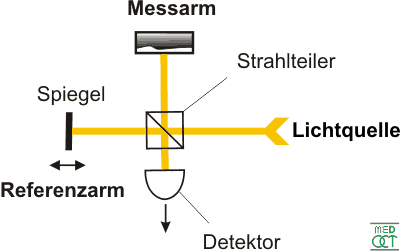
نور سفید و OCT زمان محور

مقطع نگاری همدوسی اپتیکی (OCT) فرایند تحقیقی در نور با طول همدوسی کم، با استفاده از تداخل برای اندازه‌گیری فاصله در پراکندگی مواد مورد استفاده قرار می‌گیرد. جسم تحت بررسی به صورت نقطه به نقطه اسکن داده می‌شود. کاربرد اصلی آن‌ها در پزشکی است.
مزایا نسبت به روش‌های مشابه عمق نفوذ نسبتاً بالا (۱–۳ میلی‌متر) در بافت پراکندگی و رزولوشن محوری بالا (۰٫۵–۱۵ میکرون) در سرعت‌های اندازه‌گیری بالا (300-20 kvoxel / S) است. اساس OCT بر پایه تداخل سفید نور است؛ این روش مقایسه زمان در حال اجرای یک سیگنال با استفاده از تداخل سنج (معمولاً تداخل مایکلسون) است.
تداخل سیگنال‌های (همبستگی متقابل نوری) هر دو بازو باعث الگویی می‌شود که می‌توان از آن به طول راه نوری نسبی پی برد.
بر خلاف میکروسکوپ نوری مرسوم، OCT قدرت تفکیک عرضی دارد. رزولوشن عرضی از روی دیافراگم عددی سیستم اپتیکی مورد استفاده تعیین می‌شود. قدرت تفکیک فضایی طولی در عمق ماده به پهنای طیفی نور مورد استفاده بستگی دارد.

## OCT مبتنی بر زمان

بلوک دیاگرام سیستم تصویربرداری OCT

در شکل روبرو به صورت شماتیک نحوهٔ عملکرد OCT در حوزهٔ زمان نشان داده شده‌است. به این صورت که یک دیود نوری موج مادون قرمز تک فرکانسی تولید می‌کند که با فرایندهای نوری به صورت هم فاز در می‌آید. در ادامه پرتوی ارسالی با عبور از پخش‌کنندهٔ نور به دو بخش تقسیم می‌شود. بخش اول که به سمت بافت می‌رود، توسط آینه به مختصات مورد نظر در صفحه فرستاده شده و به وسیلهٔ عدسی در نقطهٔ مورد نظر متمرکز می‌گردد. بخش دوم، پرتوی مرجع است که توسط یک آینهٔ متحرک عمق تصویر برداری را معین می‌کند. در مسیر بازگشت هر دو پرتو با هم جمع شده، به آشکارساز می‌روند و در آنجا بر اساس اختلاف فاز به وجود آمده بین پرتوی بازگشتی از بافت و پرتوی مرجع و هم چنین تابع خود همبستگی تصویر ساخته می‌شود.

## ریاضیات انتشار موج نور (در حوزهٔ زمان)

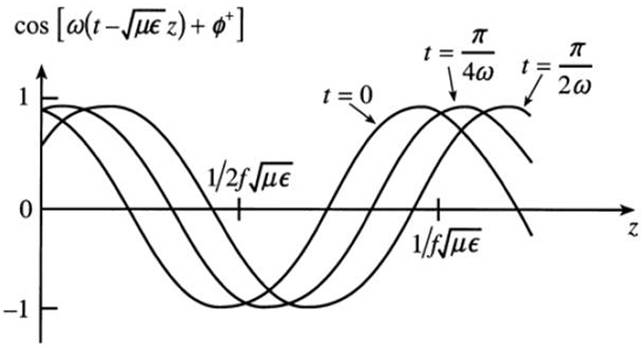
یک موج پیش رونده

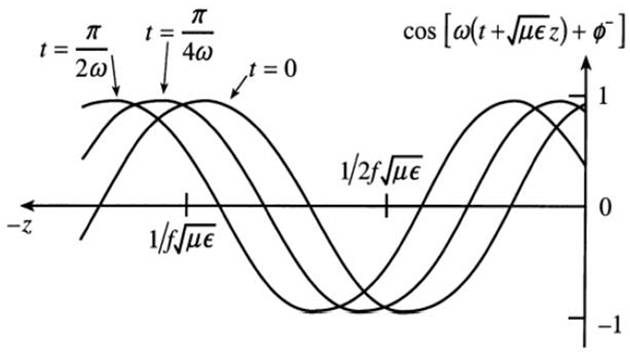
یک موج بازتاب شده

در شکل‌های روبرو دو موج پیش رونده و بازتاب شدهٔ نوری را ملاحظه می‌کنید.
حال دو موج نوری بازتاب شده در نظق
ر بگیرید که در آشکارساز به هم رسیده و با هم جمع می‌شوند. توان نوری رسیده به آشکارساز توسط این دو موج طبق رابطهٔ زیر قابل محاسبه‌است:
{\displaystyle I=k_{1}I_{S}+k_{2}I_{S}+2{\sqrt {\left(k_{1}I_{S}\right)\cdot \left(k_{2}I_{S}\right)}}\cdot Re\left[\gamma \left(\tau \right)\right]\qquad }
در ابن رابطه {\displaystyle k_{1}+k_{2}<1} نسبت پخش‌کنندگی نور در اینترفرومتر بوده و {\displaystyle \gamma (\tau )} درجهٔ مختلط همگرایی است.
بخش {\displaystyle \gamma (\tau )} نشان دهندهٔ این است که توان منتقل شده به آشکارساز به شدت وابسته به تأخیر زمانی (اختلاف فاز) دو موج رسیده به آشکارساز است. به‌طوری‌که تا دو برابر می‌تواند توان بیشتری به آشکارساز منتقل کند. ایدهٔ اصلی روش تصویربرداری OCT نیز از همین‌جا ناشی شده‌است.

## OCT مبتنی بر فرکانس
با پیشرفت روش‌های پردازش سیگنال، دستگاه‌های OCT مبتنی برحوزهٔ زمان به علت عدم دقت و سرعت پایین جای خود را به دستگاه‌های حوزهٔ فرکانس دادند. OCTهای مبتنی بر فرکانس در حالت کلی بر دو قضیه استوارند:
۱) خاصیت تبدیل فوریه مبنی بر این که تأخیر در حوزهٔ زمان منجر به تغییر فاز در حوزهٔ فرکانس می‌شود.
۲) تبدیل فوریهٔ خود همبستگی یک فرایند WSS، چگالی طیف توان آن فرایند را به دست می‌دهد.
در مورد OCTهای مبتنی بر فرکانس باید گفت که نحوهٔ ایجاد تصویر و پردازش تصویر بین تولیدی شرکت‌های مختلف کاملاً متفاوت است ولی اساس آن‌ها همان دو قضیهٔ مطرح شده‌است. از مزایای انجام تصویربرداری در حوزهٔ فرکانس علاوه بر سرعت بالا می‌توان به عدم نیاز به پرتو مرجع و هم چنین عدم احتیاج به پرتو باند باریک اشاره کرد.
هم چنین باید متذکر شد که در OCTهای مبتنی بر زمان تمایل داریم تنها یک موج تک فرکانس (همگرایی بی‌نهایت) در منبع داشته باشیم. در حالی که OCTهای مبتنی بر فرکانس این امکان را به ما می‌دهند که برای نیل به رزولوشن بالاتر از پهنای باند بیشتری استفاده کنیم. سیگنال‌های موجود در منبع این نوع OCTها، سیگنال‌های نیمه همگرا نام دارند.

## ملاحظات آشکارساز در OCT

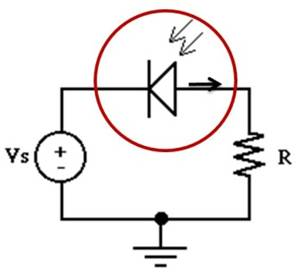
بایاس معکوس یک فوتودیود

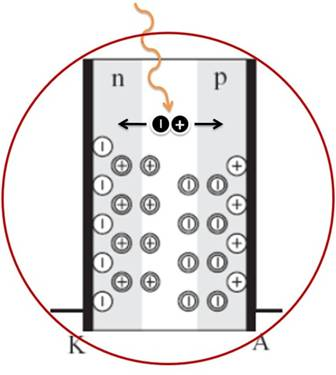
پیوند p-n فوتودیود و ایجاد یک جفت الکترون-حفره توسط تابش فوتون نوری

در قسمت آشکارساز می‌توان از انواع سنسورها مثل پیزو، آینه‌های گالوانیک، آشکارگرهای ارتعاش و فوتودیتکتور استفاده کرد. در این بخش چگونگی تبدیل سیگنال‌های الکترومغناطیسی رسیده به یک فوتودیتکتور را بررسی می‌کنیم.
در هر فوتودیتکتور، یک فوتون نوری به جریان (یا ولتاژ) تبدیل می‌شود. دو شکل روبرو یک فوتودیتکتور (که به صورت معکوس بایاس شده‌است) و پیوند p-n آن را نمایش می‌دهند. در مدار شکل رسم شده جریان اندکی به صورت معکوس در مدار برقرار است. حال فرض کنید یک سیگنال الکترومغناطیسی که ناشی از جمع دو موج نوری است و قبلاً توان آن را محاسبه کردیم به این فوتودیتکتور برسد. با رسیدن فوتون این سیگنال به فوتودیود مشخص شده با دایرهٔ قرمز، یک جفت الکترون-حفره درون پیوند p-n این دیود ایجاد می‌شود. به این ترتیب حفرهٔ ایجاد شده به سمت راست (سمت p) و الکترون ایجاد شده به سمت چپ (سمت n) حرکت می‌کنند. با این اوصاف جریان معکوس مدار افزایش یافته و در نتیجه یک فوتون نوری به یک سیگنال الکتریکی تبدیل می‌شود.
از طرفی نشان دادیم که انرژی فوتون تبدیل شده به سیگنال الکتریکی ناشی از اختلاف فاز دو موج نوری رسیده به آشکارساز است. در نتیجه در حالت کلی می‌توان گفت که تأخیر زمانی دو موج نوری رسیده به آشکارساز به یک سیگنال الکتریکی تبدیل شده‌است. این سیگنال الکتریکی قابل محاسبه و اندازه‌گیری است. در نهایت نگاشت این سیگنال الکتریکی، تصویر OCT را به ارمغان می‌آورد.

## کاربردهای OCT

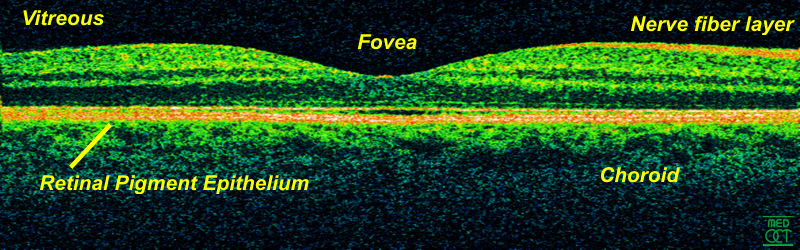
اسکن OCT در بافت شبکیه چشم در ۸۰۰ نانومتر و رزولوشن محوری ۳ میکرون

به‌طور کلی سیستم‌های تصویربرداری OCT در مواردی که عمق نفوذ بالایی ندارند (در حدود ۳–۱ میلی‌متر) و در عین حال نیازمند رزولوشن بالایی هستند کاربرد دارد. از کاربردهای تصویربرداری OCT می‌توان به موارد زیر اشاره کرد:
۱) چشم پزشکی (تشخیص بیماری‌های رتینا)
۲) ماموگرافی (تشخیص سرطان پستان)
۳) دندان پزشکی (تشخیص زود هنگام پوسیدگی‌های دندان)
۴) پوست و مو (تشخیص بیماری‌های پوستی، تشخیص زود هنگام سرطان‌های پوستی)
۵) قلبی-عروقی (تشخیص پلاک‌های آسیب‌پذیر)
۶) آندوسکوپی (تشخیص بیماری‌های دستگاه گوارش)
کاربرد اصلی در حال حاضر بررسی بخش خلفی چشم، به عنوان رقیبی برای روش‌هایی مانند میکروسکوپ کانفوکال است؛ بخاطر اینکه ساختار ظریف لایه ۲۵۰–۳۰۰ میکرونی شبکیه چشم با توجه به اندازه مردمک کوچک چشم و زیاد بودن فاصله قرنیه تا شبکیه، باعث ضعیف بودن انعکاس می‌شود. روش‌های دیگر به نوبه خود با توجه به نوردهی بالا به چشم خوب نیستند. در اینجا اندازه‌گیری بدون تماس مزیت بسیار ارزشمندی است، چرا که خطرات عفونت و نیز استرس روانی را تا حد زیادی کاهش می‌دهد.
کاربرد جدید OCT در تصویربرداری عروق قلبی است. مقطع‌نگاری همدوسی اپتیکی، (OCT) روش جدیدی است که وضوح ۱۰–۲۰ میکرون را در برخواهد داشت. چندین آزمایش بالینی و غیربالینی نشان داد که OCT شناسایی خوبی از ریخت‌شناسی‌ها، مانند پلاک، ترومبوزو… فراهم می‌کند. مطالعات مقایسه IVUS و OCT نشان داد که OCT اطلاعات اضافی مورفولوژیکی به ما زیادی می‌دهد.

## رزولوشن محوری و پهنای باند
پس از آزمایش‌های اولیه با منابع نور با پهنای باند محدود (چند نانومتر)، با منابع با پهنای باند بالا با همدوسی فضایی خوب انجام گرفت. در اغلب موارد، سیستم بر پایه دیود فوق درخشان با پهنای چند ده نانومتر (معمولاً ۳۰ نانومتر، مربوط به رزولوشن بیش از ۳۰ میکرون) بودند. تنها در سال ۱۹۹۷ موفقیت چشم‌گیری در بدست آوردن رزولوشن بالا (۱۰۰ نانومتر، مربوط به رزولوشن کمتر از ۳ میکرون محوری) حاصل شد. 

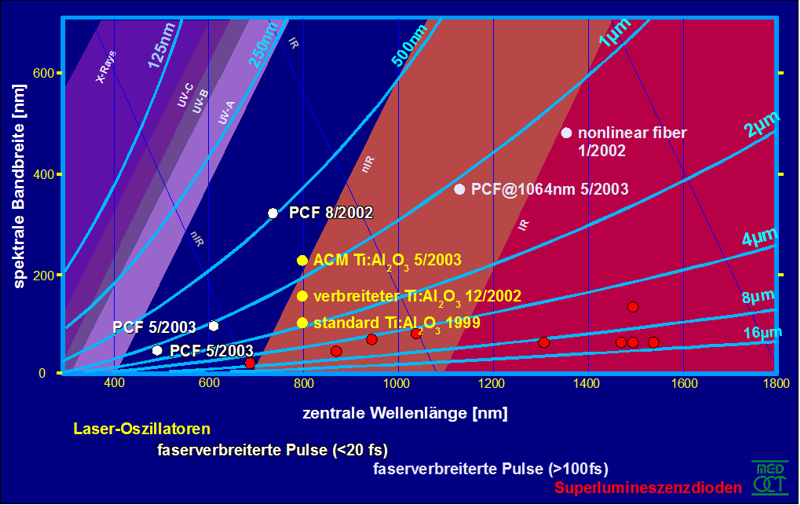
رزولوشن عرضی و محوری

فرمول زیر (به دست آمده از رابطه فوریه بین عرض همبستگی وعرض طیفی) اجازه می‌دهد تا یک طیف با توزیع گاوسی دارای رزولوشن محوری طبق محاسبات زیر باشد:
{\displaystyle {\Delta z}={{2\ln(2)\,\lambda _{0}^{2}} \over {\pi \,\Delta \lambda }}}
{\displaystyle \Delta z} = رزولوشن محوری
{\displaystyle \lambda _{0}} = طول موج مرکزی
{\displaystyle \Delta \lambda } = FWHM طیف با فرض طیف گاوسی
پاشندگی در بافت‌های بدن انسان، و به خصوص در زجاجیه چشم همدوسی دو بازو را از بین می‌برد. با منعادل کردن پاشندگی در هر دو بازونتیجه ثابتی می‌دهد
تحولات اخیر در اپتیک غیر خطی، به نا اجازه می‌دهد که از منابع نوری با طول موج‌های مختلف و پهنای باند بیشتراستفاده کنیم.

## رزولوشن جانبی
این رزولوشن توسط کانون عدسی‌ها و قابلیت متمرکز کردن نور توسط آن‌ها معین می‌گردد و معمولاً بین ۱ µm تا ۱۰ µm است.

## روش‌های اندازه‌گیری

سیگنال‌های TD-FD

با توجه به ارتباط خود همبستگی با طیف فرکانسی از یک تابع با استفاده از تبدیل فوریه در حوزه‌های نوری، مشابه رابطه بین طیف‌های نوری و سیگنال تداخل. برای این است که از یک طرف سیگنال در حوزه زمان (انگلیسی حوزه زمان (TD)) و بخش دیگری حوزه فرکانس (حوزه فرکانس انگلیسی (FD)) است. به عبارت ساده، این بدان معنی است که تغییر در طول بازوی مرجع، شدت تداخل را اندازه‌گیری می‌کند.. این روش تنها با در دسترس بودن دوربین‌های حساس و کامپیوترهای سریع ممکن شده‌است.

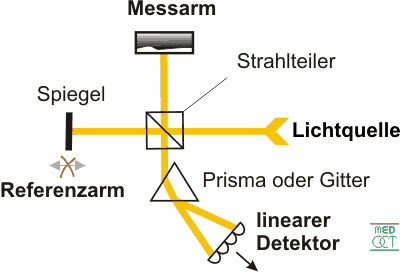
FD-OCT

مزیت روش FD اندازه‌گیری ساده و سریع و به‌طور هم‌زمان است. اطلاعات کامل در اینجا به‌طور هم‌زمان می‌تواند از بیش از چند عمق بدون نیاز به یک قسمت متحرک به دست آید. این ثبات و سرعت را افزایش می‌دهد. هنگام ثبت دامنه فرکانس (FD-OCT) در هر کانال طیفی، تنها قدرت طیفی متناظر به عنوان پس زمینه اندازه‌گیری می‌شود؛ بنابراین، همه تداخل‌ها از مناطق دیگر طیفی حذف می‌شود.FD-OCT است معمولاً دارای حساسیت کم، اما بسیار مؤثر تر از TD-OCT است. در اصل همچنین اجازه می‌دهد تا اندازه‌گیری به‌طور هم‌زمان در حوزه زمان انجام گیرد، اما نیاز به فرایندهای غیر خطی است، که تنها در شدت نور نسبتاً بالا بدست می‌آید.
تبدیل فوریه و فضای عددی مختلط هر دو جوابگوی این روش اند در واقع هر دو روش معادلند در صورتی که توابع مختلط، شناخته شده باشند. سیگنال نهایی اندازه‌گیری می‌شود، اما البته زمان بازتاب (اندازه شدت در آن زمان) برای منعکس کردن که شدت ضبط شده در در محدوده فرکانس را کاهش می‌دهد، باعث flip شدن تصویر" در روش متعارف FD می‌شود.

## نمونه، پهنای خط و اندازه‌گیری عمق
نرخ نمونه برداری در محدوده فرکانسی با تبدیل فوریه در ارتباط با عمق اندازه‌گیری شده مرتبط است. نرخ نمونه برداری بالاتر یا تعداد پیکسل‌ها آشکارساز در همان منطقه طیفی، باعث گسترش تعداد ذرات قابل شناسایی می‌شود. ا
گر پهنای خط زیاد شود، هیچ اطلاعات اضافی در نمونه برداری بیشتر وجود ندارد. (پهنای خط یا توسط منبع نور در TD یا هندسه تصویربرداری و اثرات پراکندگی در FD محدود می‌شود. عرض خط بالا باعث کاهش شدت لبه تصویر می‌شود.

## روش‌های اندازه‌گیری
در سال‌های اخیر بسیاری از روش‌های مختلف شده‌اند برای تشخیص سیگنال ارائه شده‌است. روش هولوگرافی فضایی، همتای عرضی به طولی، در محدوده فرکانس زمانی از زمان رفت و برگشت نوری است؛ بنابراین رابطه فوریه بین فرکانس طولی و زمانی و مدت زمان بین جابجایی فرکانس فضایی با جابجایی عرضی وجود دارد. اساساً دو زیر گروه‌است که در آن در یک طرف سیگنال‌های کد گذاری شده و پس از آن تقسیم هندسی هم‌زمان است. اغلب نام OCT غیز سیستماتیک مانند "OCT فوریه محور" یا "OCT طیفی " استفاده می‌شود، اما اغلب گیج‌کننده یا گاهی اوقات بی‌معنی است.
روش‌ها در کاربرد آن‌ها و کیفیت تصویر با توجه به استفاده از اجزای مختلف، متفاوت است. به‌طور خاص، روش FD مزیت به هدر نرفتن نور و حساسیت بسیار بالا را دارد.

## گسترش‌ها
علاوه بر اطلاعات توپوگرافی، داده‌های اضافی از سیگنال اصلی قابل دستیابی است. این را می‌توان برای اندازه‌گیری سرعت با اندازه‌گیری توموگرافی پی در پی در همان محل، (داپلر OCT) استفاده کرد. علاوه بر این، خواص مواد مختلف مانند پراکندگی، جذب، تغییرات قطبش و پاشندگی محاسبه شده و نمایش داده می‌شود. علاوه بر این، تلاش می‌کند که بافت را به حساسیت انتخابی برای مولکول‌های خاصی تبدیل کنند.

## مزایا
مزیت فناوری عمده پاسخ OCT، جدا کردن وضوح کم رزولوشن عرضی است. این باعث شده‌است که انعکاس نوری صرفاً بدون تماس اندازه‌گیری شده و در نتیجه حذف برش‌های نازک مورد استفاده در میکروسکوپی، که باعث می‌شود عکس‌برداری از تصاویر میکروسکوپی بافت زنده (در in vivo) مجاز باشد.
با توجه به حساسیت بالا، سیگنال‌های بسیار کوچک (زیر NW) شناسایی شده و عمق از پیش تعیین شده با قدرت ورودی کم قابل شناسایی است؛ بنابراین، این روش خوبی برای مطالعه بافت حساس به نور است.
استفاده از OCT به عمق نفوذ وابسته به طول موج تابش الکترومغناطیسی در شی تحت بررسی و پهنای باند وابسته به رزولوشن محدود شده‌است. پیشرفت‌های زیاد پهنای باند لیزری سبب شده از سال ۱۹۹۶ [۲] توسعه زیادی در CLOCK-OCT (رزولوشن فوق‌العاده بالا)، که دارای وضوح عمقی چند میکرون تا کسری از میکرون است.

## چشم‌انداز
OCT یک روش نسبتاً جدید (توسعه برای اولین بار در اواخر ۱۹۸۰) است و در حال حاضر نفوذ خود را در زمینه‌های مختلف شروع کرده‌است. بارگذاری پایین جسم تحت آزمایش، وضوح بالا و افزایش سرعت جذاب شدن روش می‌شود. منابع نوری، آشکارسازهای و اسکنر اجازه خواهد داد که در آینده، میکروسکوپی سه بعدی با رزولوشن بالا در بافت زنده در سرعت‌های بالا انجام گیرد. مقدار داده‌ها برای ضبط با کیفیت بالا چند گیگا voxel در ثانیه می‌رسد.